# بایول-او-کورنای
بایول-او-کورنای (به فرانسوی: Bailleul-aux-Cornailles) یک کمون (فرانسه) در فرانسه است که در پا-دو-کاله واقع شده‌است. بایول-او-کورنای ۶٫۸۲ کیلومتر مربع مساحت دارد ۱۴۱ متر بالاتر از سطح دریا واقع شده‌است.